# Christa Kratohwil
Christa Kratohwil (* 6. Mai 1944 in Wien) ist eine österreichische Politikerin (FPÖ) und selbständige Handelsagentin. Sie war von 1998 bis 1999 sowie von 2002 bis 2003 Abgeordnete zum Landtag von Niederösterreich.
Kratohwil besuchte nach der Volksschule ein Untergymnasium und absolvierte eine kaufmännische Lehre. Sie machte sich 1968 als Kauffrau selbständig und betrieb eine Handelsagentur. Lokalpolitisch engagierte sie sich ab 1990 als Gemeinderätin in Berndorf, wurde 1995 zur Stadträtin gewählt und war ab 2005 wieder Gemeinderätin. Seit 2010 ist Kratohwil wieder als Stadträtin aktiv. Am 16. April 1998 rückte sie für Hans Jörg Schimanek in den Landtag nach, verzichtete am 14. April 1999 für Schimanek auf ihr Landtagsmandat und zog am 3. Oktober 2002 erneut, diesmal für Wolfgang Haberler, in den Landtag ein. Nach der Wahlniederlage bei der Landtagswahl in Niederösterreich 2003 schied Kratohwil per 24. April 2003 aus dem Landtag aus.